# Ночной рейс (фильм, 2005)
«Ночной рейс» (англ. Red Eye) — американский триллер 2005 года, снятый режиссёром Уэсом Крэйвеном с Рэйчел Макадамс и Киллианом Мёрфи в главных ролях.

## Сюжет

Лиза узнала, с кем летит

Лиза Райсерт работает администратором отеля в Майами и панически боится летать. После посещения похорон бабушки в Далласе (Техас) она берет билет на ночной рейс в Майами, штат Флорида. Во время регистрации она встречает пожилую даму, которая очень любит труды её отца, писателя-доктора. Лиза даёт старушке книгу, говоря, что уже прочитала. Затем она встречает пассажира по имени Джексон Риппнер (англ. Потрошитель) — красавца с голубыми глазами, которого она находит очаровательным и под его обаянием начинает пить алкоголь, пока они оба ожидают рейс, перенесенный из-за сильного ливня. Лиза указывает на то, что его фамилия Потрошитель, и Джексон рассказывает, что с 10 лет его никто никогда не называет Джеком. Во время посадки в самолет Лиза узнает, что он летит тем же самым рейсом, а его место рядом с ней.
После взлета Риппнер рассказывает, что он является сотрудником террористической группировки, которая намеревается убить заместителя секретаря национальной безопасности Чарльза Кифа и его семью, Лиза в этих планах играет важную роль, потому что она имеет влияние в отеле «Люкс Атлантик», куда семья Кифа должна прибыть. В случае её отказа Джексон должен будет отдать приказ киллеру, который держит на прицеле её отца в доме в Майами.
Лиза отчаянно пытается спасти ситуацию, её первая попытка не увенчалась успехом. Старушка подошла к ней побеседовать о книге, и Лиза попыталась написать там предупреждение. Тем не менее Риппнер позднее узнаёт об этом и вырубает Лизу ударом в лицо. Лиза полчаса находится без сознания, затем приходит в себя и идёт в туалет, где пишет мылом на зеркале послание о том, что у человека, который сидит рядом с ней, бомба. Когда она выходит из туалета, в дверях её встречает Риппнер, который заталкивает её обратно в туалет, заткнув ей рот рукой.
Лиза просит не убивать её отца, в тот момент Джексон замечает шрам у неё на груди и начинает выяснять историю его происхождения. Она отказывается ему рассказывать, Джексон начинает её душить, а затем стирает надпись на зеркале. Стюардесса возмущается их поведением, Джексон флиртует с ней и уходит вместе с Лизой на место.
План убийства Кифа состоит в том, чтобы выпустить с катера, находящегося неподалёку отеля под предлогом рыбной ловли, самонаводящуюся ракету (FGM-148 Javelin), которая ударит в номер, где будет находиться вся семья Кифа. Для того, чтобы осуществить план, Лиза должна позвонить из самолета по телефону отеля и дать указания о переселении семейства из номера 3825 в номер 4080 с видом на гавань. После первой неудачной попытки, когда звонок был прерван из-за грозы, Лиза продолжает разговор по телефону, имитируя общение с помощницей. Однако Джексон видит, что соседний пассажир испытывает проблемы со связью и выхватывает у неё телефон, показывая ей, что его не обмануть.
Затем Лиза всё-таки делает злополучный звонок, Кифу перебронируют номер. Секретная служба проверяет комнату, позволяя поселиться Кифу и его семье. Проверив катер и не найдя на нём никакого оружия, охранники удаляются. Самолет прибывает в аэропорт, Лиза рассказывает Риппнеру о том, как заработала шрам на груди (её изнасиловали средь бела дня на парковке, насильник держал нож у её горла), и изо всех сил втыкает ему в горло ручку, забрав у него телефон и оружие, и выбегает из самолёта в терминал. Пока стюардессы вызывают аварийно-спасательную бригаду Лиза пробегает через аэропорт и садится в шаттл, двери которого закрываются прямо перед подбегающим террористом.
Она крадет внедорожник, чтобы выиграть время и использует его мобильный телефон. Лиза звонит в отель, чтобы предупредить их о том, что на Кифа готовится покушение. Синтия, помощник Лизы, секретная служба секретаря и его семья выбегают из комнаты всего за несколько секунд, прежде чем ракета попадает в отель. Лиза пытается вызвать своего отца, но не может, так как батарея мобильного телефона разряжается. Лиза мгновенно решает ехать в дом отца, чтобы успеть перехватить Риппнера.
У дома отца девушка находит наемного убийцу у входной двери. Она давит его внедорожником, врезавшись в переднюю часть дома. Отец Лизы идет из кухни и шокирован видом человека, который лежит мертвым в фойе, и говорит Лизе: полиция уже в пути. Когда Лиза звонит в отель, в дом заходит Риппнер и начинает погоню за Лизой по всему дому с ножом. Он догоняет её и бросает вниз по лестнице. Лиза находит пистолет и стреляет, но Джек все равно наступает и хватает её за волосы. В этот момент раздается выстрел — отец Лизы стреляет в террориста.
В отеле Чарльз Киф благодарит Лизу и Синтию за спасение семьи и его самого.

## В ролях
| Актёр           | Роль            |
| --------------- | --------------- |
| Рэйчел Макадамс | Лиза Райсерт    |
| Киллиан Мёрфи   | Джексон Риппнер |
| Джейма Мейс     | Синтия          |
| Брайан Кокс     | Джо Райсерт     |
| Джек Скалия     | Чарльз Киф      |
| Бет Туссэн      | Лидия Киф       |